# Eupelmus martellii
Eupelmus martellii är en stekelart som beskrevs av Masi 1941. Eupelmus martellii ingår i släktet Eupelmus och familjen hoppglanssteklar.
Artens utbredningsområde är:
- Frankrike.
- Libya.
- Tunisien.

Inga underarter finns listade i Catalogue of Life.